# Temognatha coronata
Temognatha coronata es una especie de escarabajo del género Temognatha, familia Buprestidae. Fue descrita científicamente por Peterson en 1982.